# Nicolás González (labdarúgó, 1998)
Nicolás Iván González (Escobar, Argentína, 1998. április 6. –) argentin válogatott labdarúgó, csatár, a Juventus játékosa, kölcsönben a Fiorentinától.

## Pályafutása

### Klubcsapatokban

#### Argentinos Juniors
Miután 10 évet töltött a klub utánpótláscsapataiban, a profik között is bemutatkozott az argentín kupában a  2015-2016-os szezonban egy Deportivo Laferrere ellen elveszett meccsen. Az argentin másodosztályban 2016 aug.28-án debütált a Club Atletico San Martin ellen. A 2016-2017-es szezonban 20 meccsen játszott ezeken 4 gólt szerzett a másodosztályban, csapatával  a szezon végén pedig feljutott az argentin első osztályba. A 2017-2018-as szezont 7 góllal zárta 25 meccsen pályára lépve.

#### VfB Stuttgart
2018 július 10-én 5 éves szerződést írt alá a klubbal. Első hivatalos gólját dec.22-én lőtte a Schalke-nak egy elvesztett mérkőzésen. A Bundesliga 2018-2019-es szezonjában 30 meccsen lépett pályára szerzett 2 gólt és adott 3 gólpasszt. Csapata a szezon végén kiesett így González a 2019-2020-as szezont a német másodligában töltötte ahol 27 meccsen 14 gólt rugott és adott 3 gólpasszt. Csapatával a szezon végén feljutott a Bundesligába. A 2020-2021-es szezont mindössze 17 meccsel zárta (sérülések hátráltatták) melyeken lőtt 6 gólt és kiosztott 2 gólpasszt. 2020 nov.5-én 2024 júniusáig meghosszabbította a szerződését.

#### Fiorentína
2021.júl.1-én 23,5 millió euróért megvették a Stuttgárttól. González 2026-ig írt alá új klubjával.

### Juventus
2024. augusztus 25-én a Juventus vette kölcsön, kötelező vételi opcióval.

## Statisztika

### Klub
| klub               | Szezon            | Bajnokság             | Bajnokság | Bajnokság | Kupa  | Kupa  | Nemzetközi | Nemzetközi | Egyéb | Egyéb | Összesen | Összesen |
| klub               | Szezon            | Liga                  | Mérk.     | Gólok     | Mérk. | Gólok | Mérk.      | Gólok      | Mérk. | Gólok | Mérk.    | Gólok    |
| ------------------ | ----------------- | --------------------- | --------- | --------- | ----- | ----- | ---------- | ---------- | ----- | ----- | -------- | -------- |
| Argentinos Juniors | 2016–17           | Argentin másodosztály | 20        | 4         | 2     | 0     | —          | —          | 0     | 0     | 22       | 4        |
| Argentinos Juniors | 2017–18           | Argentin első osztály | 24        | 7         | 1     | 0     | —          | —          | 0     | 0     | 25       | 7        |
| Argentinos Juniors | Total             | Total                 | 44        | 11        | 3     | 0     | —          | —          | 0     | 0     | 47       | 11       |
| VfB Stuttgart      | 2018–19           | Bundesliga            | 30        | 2         | 1     | 0     | —          | —          | 2     | 0     | 33       | 2        |
| VfB Stuttgart      | 2019–20           | 2. Bundesliga         | 27        | 14        | 2     | 1     | —          | —          | —     | —     | 29       | 15       |
| VfB Stuttgart      | 2020–21           | Bundesliga            | 15        | 6         | 2     | 0     | —          | —          | —     | —     | 17       | 6        |
| VfB Stuttgart      | összesen          | összesen              | 72        | 22        | 5     | 1     | —          | —          | 2     | 0     | 79       | 23       |
| Pályafutása során  | Pályafutása során | Pályafutása során     | 116       | 33        | 8     | 1     | 0          | 0          | 2     | 0     | 126      | 34       |

1. ↑  Mérkőzések Bundesliga osztályoző meccsek